# Titan Airways
Titan Airways – brytyjska czarterowa linia lotnicza z siedzibą w Londynie.
Linia oferuje loty czarterowe i cargo dla brytyjskich biur podróży i innych podmiotów.

## Flota
Według stanu na sierpień 2025 flota Titan Airways składała się z 12 samolotów o średnim wieku 15,6 lat:
| Samolot         | Samolot | Samolot   | Liczba miejsc      | Liczba miejsc      | Liczba miejsc      | Uwagi                                      |
| Model           | Aktywne | Zamówione | B                  | E                  | Łącznie            | Uwagi                                      |
| --------------- | ------- | --------- | ------------------ | ------------------ | ------------------ | ------------------------------------------ |
| Airbus A320-200 | 2       | –         | –                  | 180                | 180                |                                            |
| Airbus A321-200 | 5       | –         | –                  | 218                | 218                |                                            |
| Airbus A321-200 | 5       | –         | konfiguracja cargo |                    |                    |                                            |
| Airbus A321neo  | 3       | –         | 48                 | 12                 | 60                 |                                            |
| Airbus A321neo  | 3       | –         | 44                 | 36                 | 80                 | Realizacja połączeń dla brytyjskiego rządu |
| Airbus A321neo  | 3       | –         | –                  | 195                | 195                |                                            |
| Airbus A330-300 | 1       | –         | konfiguracja cargo | konfiguracja cargo | konfiguracja cargo |                                            |
| Embraer ERJ-190 | 1       | –         | 9                  | 88                 | 97                 |                                            |
| Łącznie         | 12      | 0         |                    |                    |                    |                                            |